# Pécsi Diplomások Köre
A Pécsi Tudományegyetem szenátusa Pécsi Diplomások Köre néven 2001. január 22-én megalakította a volt hallgatóinak "összegyetemi" alumni szervezetét. A szervezet fő célja, hogy korábbi hallgatóikkal azok diplomaszerzését követően is fenntartsák a kapcsolatot, erősítve így a volt diákok és az egyetem közt levő kötődést. Az Egyetem kiemelt figyelmet fordít a jogelőd intézményeiben (Janus Pannonius Tudományegyetem, Pécsi Orvostudományi Egyetem, Illyés Gyula Pedagógiai Főiskola) végzett hallgatók felkutatására is.
A szervezet megalakulását öt héten át tartó országos médiakampány kísérte, melynek célja a volt pécsi hallgatók felkutatása volt. A szervezet felállításához a Magyar Felsőoktatás Barátai Alapítvány is segítséget nyújtott.
A Diplomások Köre védnökei között olyan ismert személyek találhatóak, mint Besenczi Árpád színművész, Dézsi Mihály rendőrségi szóvivő, Katus Attila, Katus Tamás és Szentgyörgyi Rómeó aerobik-világbajnokok, Martinek János olimpiai bajnok öttusázó.
Tagjaik számára rendszeresen megküldik az egyetemi újságot, a egyetemi események meghívóit, és hírleveleket, továbbá segítséget nyújtanak évfolyamtalálkozók megszervezésében.
A Pécsi Diplomások Köréhez elvi tagként ingyenesen lehet csatlakozni, de tagsági díj ellenében úgynevezett prémium taggá válhat az egykori pécsi hallgató (ilyenkor a tagdíj egy részét megkapja a támogató által megjelölt kar).